# Alnwick bymur
Alnwick bymur er en bymur fra 1400-tallet, der blev opført omkring købstaden Alnwick i Northumberland, England. I dag er størstedelen af muren væk, men to byporte er bevaret.

## Historie
Alnwick bymur blev opført i 1400-tallet efter en periode med megen ustabilitet i grænseområdet, som ligger tæt ved Skotland. Hele området havde været plaget af plyndringer, og det havde skadet købstadens økonomi. I 1434 gav Henrik 6. tilladelse til at byen kunne opkræve told på særlige varer, som blev bragt ind i byen, og disse penge blev brugt på at opføre beskyttende mure med fire porten i sten, over en periode på omkring 50 år. Den lokale Percy-familie kontrollerede Alnwick Castle, der ligger ved siden af byen, og byporten Bondgate Tower blev udsmykket med deres hjelmfigur, som er en løve. Dette var usædvanligt, da byporte fra denne periode normalt omtaler borgerlige personer frem for adelige.
I dag er størstedelen af muren blev fjernet i forbindelse med forskellige byggerier. To af byens porte er dog bevaret; Bondgate Tower mod øst, der stammer fra 1400-tallet og Pottergate med vest, der stammer fra 1700-tallet. Begge er scheduled monument og listed building af første grad.